# صدا و سیمای گیلان
صدا و سیمای گیلان یکی از مراکز صدا و سیمای جمهوری اسلامی ایران است که در شهر رشت فعالیت می‌کند.